# Saline di Augusta
Le saline di Augusta sono un'area naturale protetta con normativa della Comunità europea, ricadente sul territorio comunale di Augusta, nella provincia italiana di Siracusa.

## Storia
Le saline di Augusta risalgono, secondo alcune documentazioni, almeno al XVI secolo; di esse parla anche Tommaso Fazello. Le saline vennero tagliate in due parti in seguito alla costruzione, alla fine degli anni sessanta del XIX secolo dei binari della ferrovia Catania-Siracusa aperta al traffico il 19 gennaio 1871. Un tempo molto attive nella raccolta del sale marino rappresentarono una risorsa economica consistente fino a quando, in seguito alla costruzione del complesso petrolchimico, non vennero chiuse.
A causa della vicinanza con uno dei tre siti petrolchimici siracusani (non bonificati) le saline di Augusta sono state ritenute ad alto rischio ambientale e per questo, nonostante la protezione speciale datale dalla comunità europea (zona di interesse comunitario e zona a protezione speciale), il sito è stato inserito tra i nominativi dell'Ufficio Speciale per le Aree ad Elevato Rischio di Crisi Ambientale della Sicilia, organo istituito presso l'Assessorato Regionale territorio e ambiente con la delibera di giunta di governo nº 306 del 29 giugno 2005.
Il sito non è stato ancora (al 2019) riadattato e bonificato.

## Flora
La flora dell'area è costituita dalla tipica macchia mediterranea delle aree circostanti.

## Fauna
La fauna avicola è sia di tipo stanziale sia di passo. Sono segnalate l’avocetta, il fenicottero, il cavaliere d’Italia, la pittima, il fratino, la beccaccia, il piovanello, le anatre, la garzetta, la spatola e gli aironi, oltre agli onnipresenti gabbiani.